# Freddie Dixon
Frederick William Dixon (Stockton-on-Tees, 21 april 1892  - Reigate, 4 november 1956) was een Britse motor- en autocoureur. Hij vond het "kantelende zijspan" uit, waardoor de motorfiets als balansvoertuig bestuurd kon worden.

## Leven
Freddie Dixon werd in Stockton-on-Tees (Durham) geboren als een van de acht kinderen van John en Martha Dixon. Toen hij op zijn dertiende de school verliet ging hij werken in een fietsenhandel, maar al snel ging hij naar een plaatselijke garage. In januari 1926 trouwde hij met Margaret Thew in St.Barnabas Church in Middlesbrough. Ze kregen een dochter, Jean. Freddie Dixon overleed in Reigate (Surrey) op 64-jarige leeftijd.

## Motorraces
Hij kocht zijn eerste motorfiets in 1909 en binnen een jaar nam hij deel aan snelheidswedstrijden en heuvelklimwedstrijden. In 1912 nam hij voor het eerst deel aan de Tourist Trophy met een Cleveland-Precision, maar die machine was niet opgewassen tegen de zware race.
Tijdens de Eerste Wereldoorlog diende hij bij het Royal Army Service Corps. Na de oorlog opende hij Park Garage aan Linthorpe Road in Middlesbrough. Hij ging ook weer racen. In 1921 werd hij met een Indian tweede in de 500 cc Senior TT achter Howard R. Davies (AJS) en vóór Bert le Vack (Indian). In 1923 toonde hij zijn veelzijdigheid door met de Indian derde te worden in de Senior TT, maar met passagier Walter Denny ook de allereerste zijspan-TT te winnen met een Douglas. In 1924 werd hij derde in de Senior TT met een Douglas, in 1926 vierde in de 350 cc Junior TT met een Douglas. In 1927 reed hij als fabrieksrijder voor HRD, het eigen merk van Howard Davies. Hij werd zesde in de Senior TT, maar hij won de Junior TT. Daardoor werd hij de eerste die ooit een TT in de zijspan- en de soloklasse won. In 1928 stopte hij met motorraces.
Freddie Dixon (bijgenaamd "Flying Freddie") stond bekend als alleskunner. Hij was niet alleen een succesvol auto- en motorcoureur, maar was ook sterk in de zijspanklasse. Bovendien was hij een van de weinigen die op de twee zeer verschillende Britse circuits goed uit de voeten kon. Hij was snel op de 60 km lange Snaefell Mountain Course, waar de Isle of Man TT werd verreden, maar ook op het 3 km lange hogesnelheidscircuit Brooklands. De meeste "normale" coureurs die zich daar inschreven wisten dat ze kansloos waren tegen specialisten als Bert le Vack, Claude Temple, Wright en Lacey, maar Dixon kon zich ook met hen meten.

## Autoraces
In 1932 begon Dixon zijn autoracecarrière. Hij boekte veel successen met de Riley sportwagens, waarvan hij zowel de motoren als het chassis grotendeels zelf ontwikkelde. Hij won in 1934 de BRDC 500 mijl handicaprace in Brooklands en in hetzelfde jaar werd hij derde in Le Mans. In 1935 won hij de BRDC Empire Trophy in Brooklands en de RAC Tourist Trophy op het Ards circuit in Belfast. In 1936 won hij de 500 mijlsrace op Brooklands en samen met Charles Dodson de RAC Tourist Trophy in Ards. Zijn ronderecord op Brooklands van 130 mph (209 km/h) met een auto van minder dan 2.000 cc is nooit gebroken. Freddie Dixon werd twee keer onderscheiden met de BRDC Gold Star.

## Douglas motorfietsen

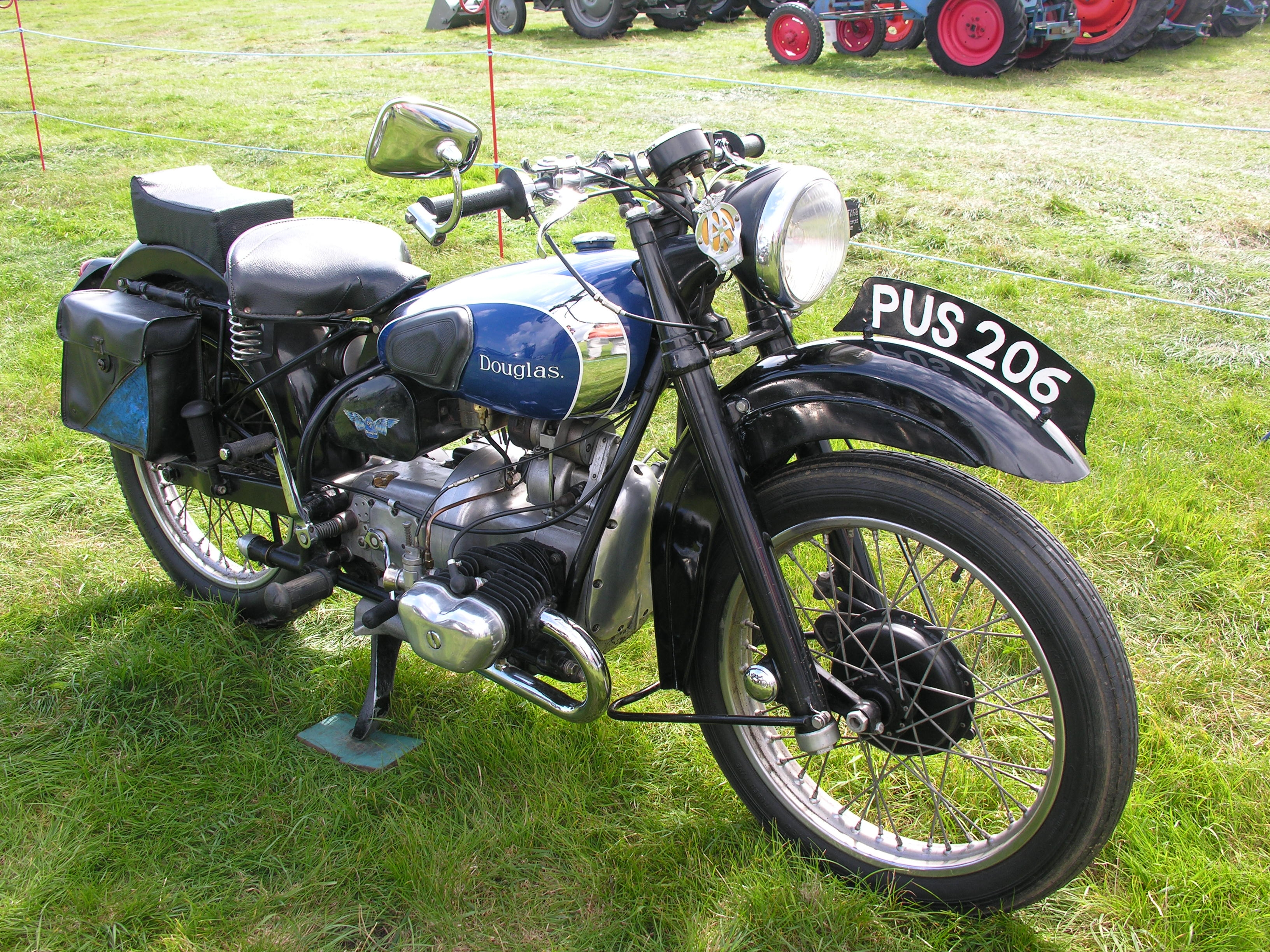
Douglas Mark III

In 1948 werd hij door Douglas aangetrokken om de Douglas T 35 motorfiets door te ontwikkelen. Hij veranderde de bovenkant van de motor en dat resulteerde in de Douglas Mark III.

## Isle of Man TT resultaten
| Jaar | Klasse     | Team    | Motorfiets             | Plaats |                                                | Winnaar |
| ---- | ---------- | ------- | ---------------------- | ------ | ---------------------------------------------- | ------- |
| 1912 | Senior TT  | Privé   | Cleveland-Precision    | DNF    | Frank A. Applebee, Scott TT Model              |         |
| 1920 | Senior TT  | Privé   | Indian                 | 12e    | Tommy de la Hay, Sunbeam 3½ HP                 |         |
| 1921 | Senior TT  | Privé   | Indian                 | 2e     | Howard R. Davies, AJS TT Model 350             |         |
| 1922 | Senior TT  | Privé   | Indian                 | DNF    | Alec Bennett, Sporting Solo Sunbeam TT         |         |
| 1923 | Senior TT  | Privé   | Indian                 | 3e     | Tom Sheard, Douglas RA 23                      |         |
| 1923 | Sidecar TT | Douglas | Douglas RA 23          | 1e     | Freddie Dixon en Walter Denny, Douglas RA 23   |         |
| 1924 | Senior TT  | Douglas | Douglas RA 24          | 3e     | Alec Bennett, Norton Model 18                  |         |
| 1924 | Sidecar TT | Douglas | Douglas RA 24          | DNF    | George Tucker en Walter Moore, Norton Model 18 |         |
| 1925 | Junior TT  | Douglas | Douglas RW 24          | DNF    | Wal Handley, Rex-ACME                          |         |
| 1925 | Senior TT  | Douglas | Douglas RA 24          | DNF    | Howard R. Davies, HRD-JAP HD 80                |         |
| 1925 | Sidecar TT | Douglas | Douglas RA 24          | DNF    | Len Parker en Ken Horstman, Douglas RA 24      |         |
| 1926 | Junior TT  | Douglas | Douglas RW 24          | 4e     | Alec Bennett, Velocette KSS Mk I               |         |
| 1926 | Senior TT  | Douglas | Douglas TT Replica 500 | DNF    | Stanley Woods, Norton Model 18                 |         |
| 1927 | Junior TT  | Privé   | HRD-JAP HD 80          | 1e     | Freddy Dixon, HRD-JAP HD 80                    |         |
| 1927 | Senior TT  | Privé   | HRD-JAP HD 75          | 6e     | Alec Bennett, Norton CS1                       |         |
| 1928 | Junior TT  | Privé   | Douglas TT Replica 350 | 18e    | Alec Bennett, Velocette KSS Mk I               |         |
| 1928 | Senior TT  | Privé   | Douglas TT Replica 500 | DNF    | Charlie Dodson, Sunbeam Model 90               |         |